# Emma Malmgren
Emma Jonna Denise Malmgren (21 de junio de 2001) es una deportista sueca que compite en lucha libre. Ganó tres medallas en el Campeonato Europeo de Lucha entre los años 2022 y 2024.

## Palmarés internacional
| Campeonato Europeo | Campeonato Europeo | Campeonato Europeo | Campeonato Europeo |
| Año                | Lugar              | Medalla            | Categoría          |
| ------------------ | ------------------ | ------------------ | ------------------ |
| 2022               | Budapest (Hungría) | Medalla de oro     | 53 kg              |
| 2023               | Zagreb (Croacia)   | Medalla de oro     | 53 kg              |
| 2024               | Bucarest (Rumania) | Medalla de plata   | 53 kg              |